# 亞當斯州立大學
亞當斯州立大學（Adams State University，縮寫：ASU）是一所位于美國科羅拉多州阿拉莫萨、大沙丘国家公园聖路易斯谷的公立文理學院。該大學創始于1921年，當時為一所師範學校。2012年5月22日升格為大學。2017年《美國新聞與世界報道》未給予其全國排名資格。

## 外部連接
- 官方网站